# Yasmin Jiwani
Yasmin Jiwani é uma acadêmica e ativista feminista. Em sua pesquisa, ela examina a interseccionalidade de raça e gênero em narrativas midiáticas de violência contra mulheres e representações de pessoas racializadas. Atualmente, o Dr. Jiwani é professor titular no Departamento de Estudos de Comunicação da Concordia University em Montreal, Quebec. Ela é autora de Discourses of Denial: Mediations of Race, Gender and Violence.

## Educação
Em 1979, Jiwani se formou na University of British Columbia com um Bacharelado em Psicologia. Em 1983, ela obteve seu mestrado em sociologia pela Simon Fraser University. O tema de sua tese foi intitulado “As Formas de Jah: A Coletividade Mística dos Rastafáris”. Em 1988, Jiwani recebeu um certificado do Summer Institute for Semiotic and Structural Studies da UBC. Quatro anos depois, ela também obteve um certificado do New Initiatives in Film & Video Program, Studio D, do National Film Board of Canada em Montreal, Canadá. Em 1993, Jiwani completou um PhD em estudos de comunicação na Simon Fraser. Sua dissertação de doutorado foi intitulada “Por omissão e comissão: 'Raça' e representação no noticiário da televisão canadense”.

## Experiência de trabalho

### Carreira acadêmica
De 1978 a 1980, Jiwani foi assistente de ensino (TA) no Departamento de Psicologia da UBC. Nos anos seguintes, ela trabalhou como TA e professora convidada na Simon Fraser e na McMaster University. De 1986 a 1988, Jiwani tornou-se instrutor de sessão na Escola de Comunicação da SFU. De 1995 a 1998, Jiwani tornou-se professora de Estudos Femininos na UBC. Além disso, foi bolsista de pesquisa do Centro de Pesquisa em Estudos Femininos e Relações de Gênero. De 1997 a 2001, Jiwani trabalhou como professor adjunto na Simon Fraser na Escola de Criminologia.
Desde 2003, ela é pesquisadora do Simone de Beauvoir Institute da Concordia University. Além disso, Jiwani é pesquisadora acadêmica associada do Centro de Pesquisa e Educação sobre Violência contra Mulheres e Crianças da University of Western Ontario. De 2001 a 2005, Jiwani foi professora assistente em Estudos de Comunicação na Concordia. De 2005 a 2012, tornou-se professora associada no mesmo departamento. Em 2012, Jiwani tornou-se professora titular. Em 2017, Jiwani tornou-se a Cátedra de Pesquisa da Concordia University em Interseccionalidade, Violência e Resistência.

## Outras experiências de trabalho
De 1989 a 1990, Jiwani trabalhou como diretora de comunicações da In Visible Colors International Film and Video Society. No ano seguinte, ela foi a Oficial de Ligação Étnica da agência nacional de estatística do Canadá, Statistics Canada, na região do Pacífico. De 1991 a 1994, Jiwani foi a coordenadora do Programa Feminino do National Film Board of Canada.

### Livros
- Berman, Helene e Yasmin Jiwani, eds. Faces da violência na vida das meninas. Londres: Althouse Press, 2014.ISBN 978-0-920354-77-3
- Jiwani, Yasmin. Discursos de Negação: Mediações de Raça, Gênero e Violência. Vancôver: UBC Press, 2006.ISBN 978-0774812375
- Jiwani, Yasmin, Candis Steenbergen e Claudia Mitchell, eds. Infância: Redefinindo os Limites. Montreal: Black Rose Books, 2006.ISBN 978-1551642765